# 横川サービスエリア
横川サービスエリア（よこかわサービスエリア）は、群馬県安中市にある上信越自動車道のサービスエリアである。

## 道路
- E18 上信越自動車道

## 施設
上下線ともに駅弁業者が営業を行なっている。

### 上り線（藤岡方面）

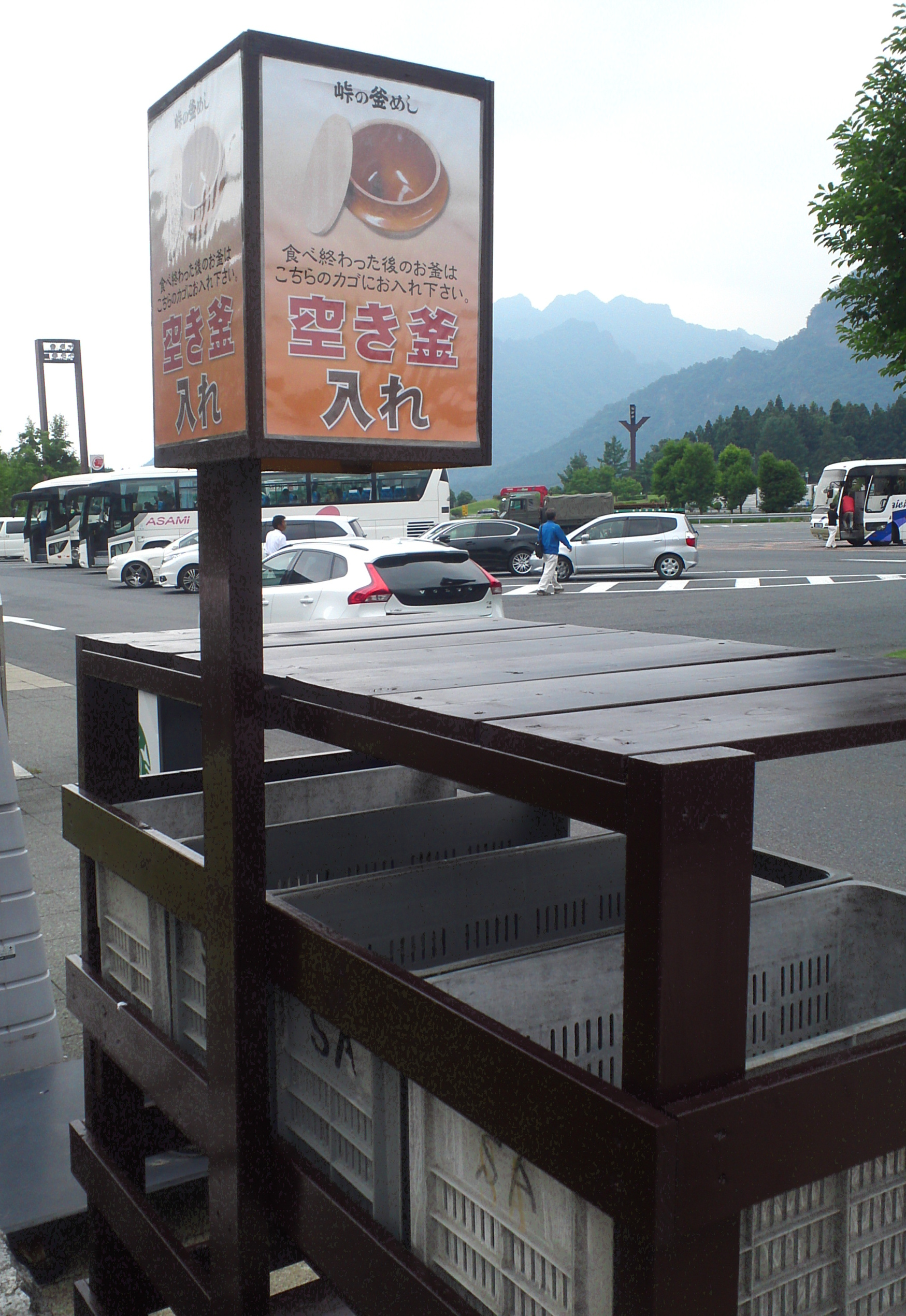
釜飯の空き容器の回収箱

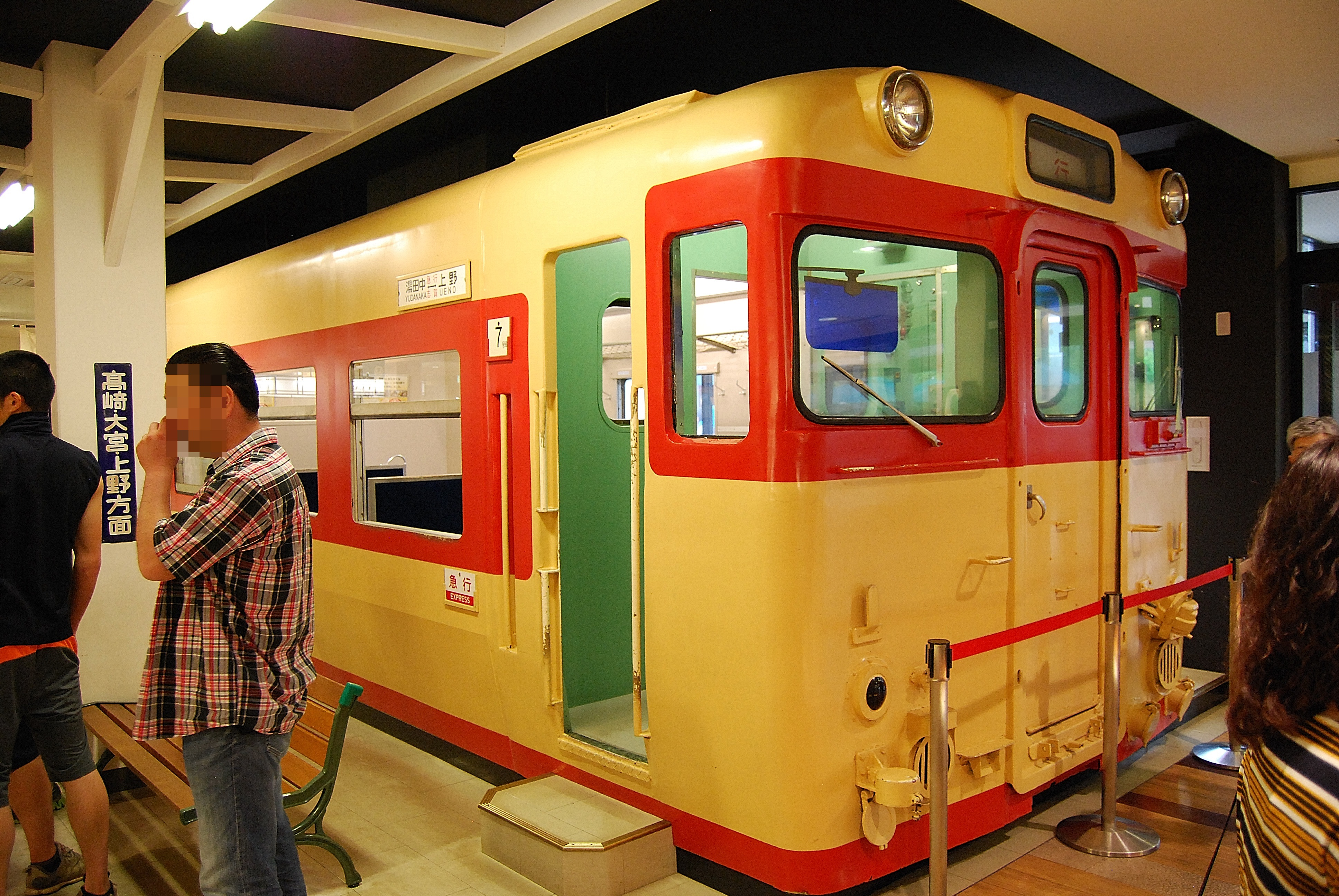
キハ58 624の前頭部モックアップ

2009年3月26日にリニューアルを行い、信越本線横川駅を再現したメモリアルコーナーが設置された。メモリアルコーナーには、それまで九州で活躍していた旧国鉄車両のキハ58系の前頭部が設置され、その後に続く客室に見立てた休憩コーナーの「車内」で食事をすることもできるようになった。
- 駐車場
  - 大型45台
  - 小型170台
- トイレ
  - 男性 大8（和式2・洋式6）・小25
  - 女性 33（和式6・洋式27）
    - 同伴の男児用 2

  - 車椅子用 1
- ガソリンスタンド（出光興産（東日本宇佐美）、24時間）
  - 以前は赤尾商事(株)→(株)共立石油が運営していた。
- 給電スタンド（24時間）
- コイン洗車機（24時間）
- レストラン（荻野屋（おぎのや）、10:00 - 20:00） 和食と洋食の二つの店舗があるが、双方ともおぎのやが経営している。
  - 峠の釜めし定食
- スナック（おぎのや、24時間）
- ショッピング（おぎのや、24時間）
- 峠の釜めしコーナー（8:00 - 19:00）
- ベーカリーコーナー（10:00 - 20:00）
- テイクアウトコーナー（峠の茶屋通り、10:00 - 19:00）
- エンターテイメントコーナー（横川駅メモリアル）
- スターバックス（11月1日-3月31日は7:00 - 20:00 / 4月1日-10月31日は7:00 - 21:00）
- 野菜市場（10:00 - 18:00）
- 自動販売機
- ハイウェイ情報ターミナル
- インフォメーション・FAXサービス（平日9:00 - 18:00 / 土曜日・日曜日・祝日9:00 - 19:00）
- エリアスタンプは富岡製糸場と釜めし弁当である。

### 下り線（長野・上越方面）
- 駐車場
  - 大型45台
  - 小型170台
- トイレ
  - 男性 大8（和式2・洋式6）・小25
  - 女性 33（和式6・洋式27）
    - 同伴の男児用 2

  - 車椅子用 1

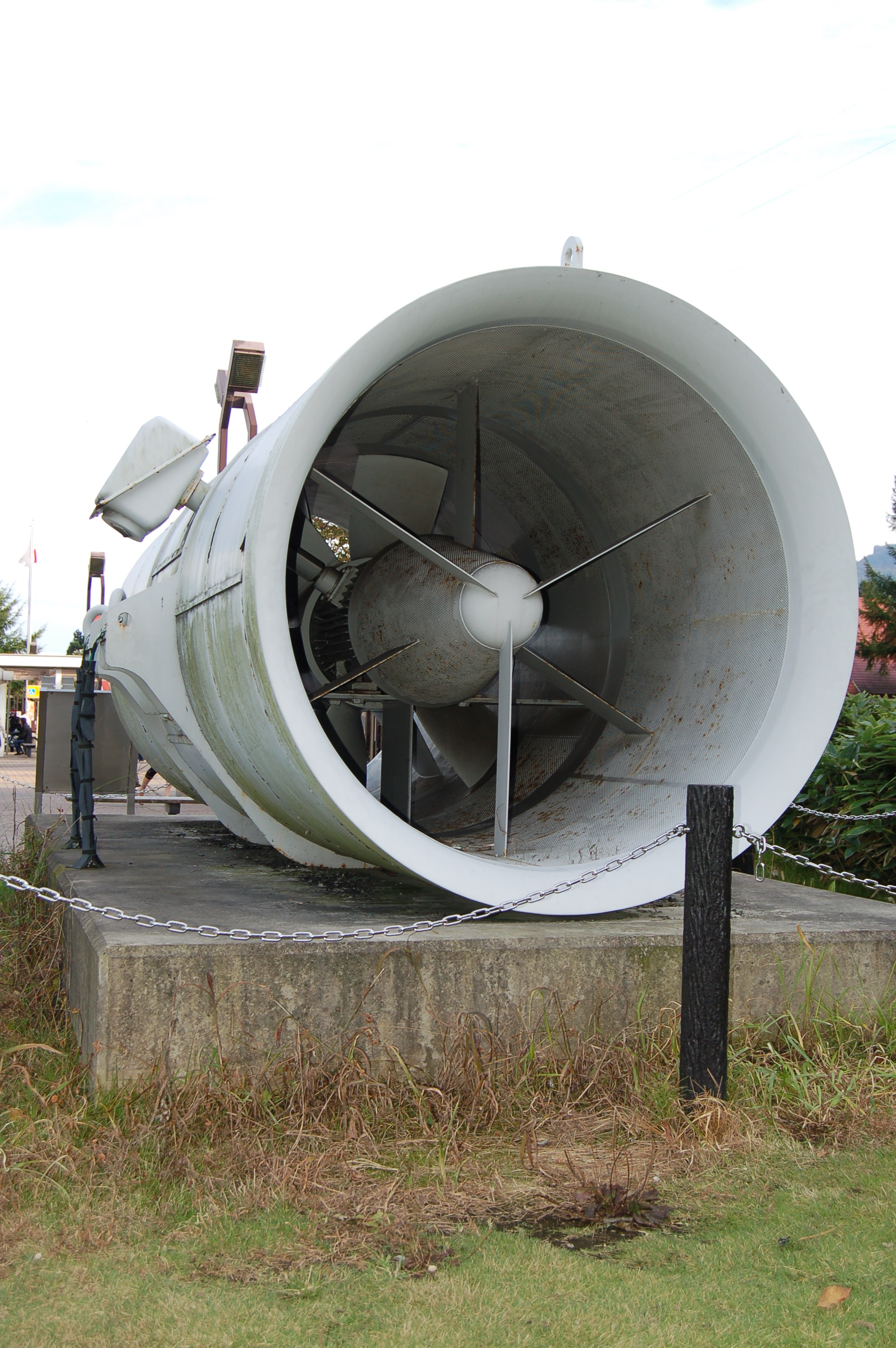
ジェットファンの展示（2008年10月撮影）

- ガソリンスタンド（ENEOS（ENEOSウイング）、24時間）
  - 2009年4月1日にENEOSフロンティア群馬→(株)ENEOSフロンティアより運営移管（ブランドは変更なし）。
- 給電スタンド（24時間）
- レストラン（高崎弁当（たかべん）、7:00 - 20:00）
  - だるま弁当
- スナック（たかべん、24時間）
- ショッピング（たかべん、24時間）
  - だるま弁当
- 峠の釜めし売店（おぎのや、8:00 - 17:00）
- ドトールコーヒーショップ（7:00 - 20:00）[1]
- 自動販売機
- ハイウェイ情報ターミナル
- インフォメーション・FAXサービス（平日9:00 - 18:00 / 土曜・日曜・祝日8:00 - 18:00）
- 郵便ポスト（横川郵便局）
- ジェットファンの展示
- エリアスタンプは妙義山とめがね橋と高崎だるまである。

## 隣
E18 上信越自動車道
(5) 松井田妙義IC - 横川SA - (6) 碓氷軽井沢IC

## 特記事項
- 京王電鉄バス・川中島バスの高速バス新宿 - 長野線は、上下線とも当サービスエリアを休憩指定地としている。
- 青葉号は、名古屋行きの便が当サービスエリアで乗務交替を行う。